# Storyville (album)
Storyville är ett album från 1991 av den kanadensiska artisten Robbie Robertson. 
Storyville är Robertsons andra album som soloartist. 

## Låtlista
1. "Night Parade" (Robbie Robertson) - 5:07
2. "Hold Back the Dawn" (Robbie Robertson) - 5:27
3. "Go Back to Your Woods" (Bruce Hornsby/Robbie Robertson) - 4:50
4. "Soap Box Preacher" (Robbie Robertson) - 5:19
5. "Day of Reckoning (Burnin' for You)" (David Ricketts/Robbie Robertson) - 6:45
6. "What About Now" (Ivan Neville/Robbie Robertson) - 5:10
7. "Shake This Town" (Robbie Robertson) - 5:23
8. "Breakin' the Rules" (Robbie Robertson) - 5:50
9. "Resurrection" (Robbie Robertson) - 5:20
10. "Sign of the Rainbow" (Martin Page/Robbie Robertson) - 5:26